# Casa del Fascio (Kos)

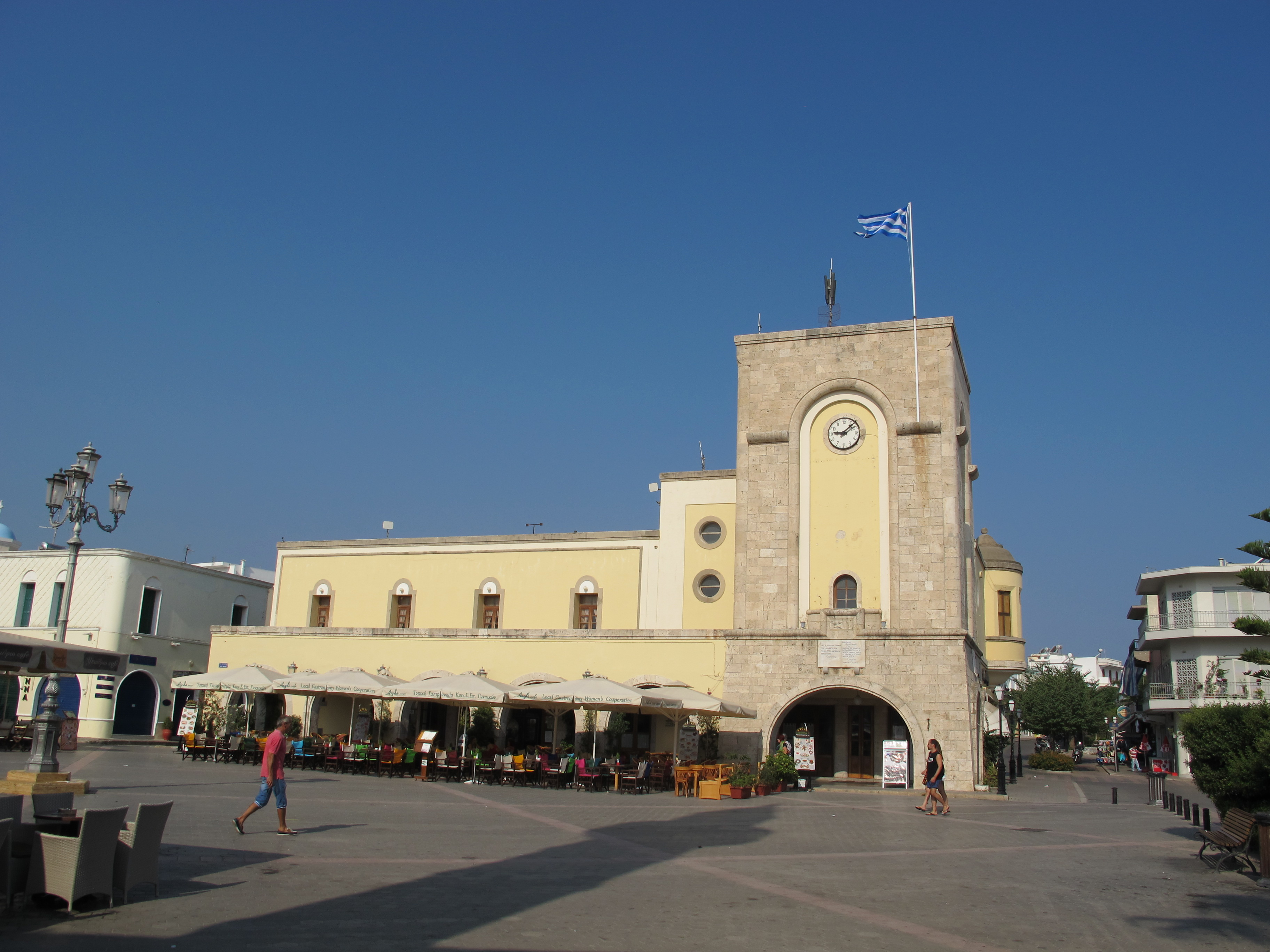
Das Gebäude von der Platia Eleftherias aus dem Osten aus gesehen

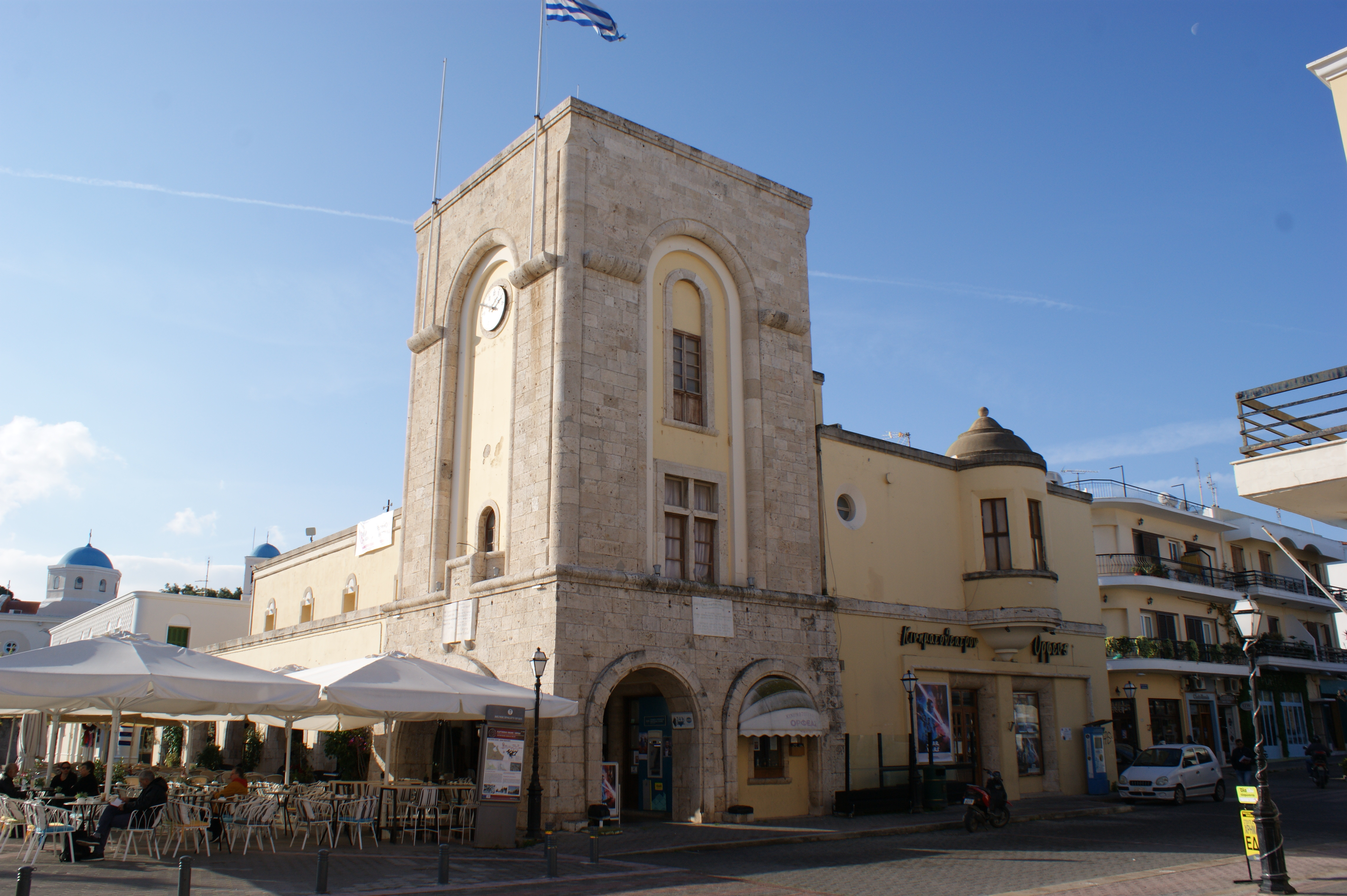
Das Gebäude von der Straße Martiou aus dem Norden gesehen

Die Casa del Fascio (Haus der Faschistischen Partei) befindet sich in der Stadt Kos auf der Insel Kos (Dodekanes). Das Gebäude steht dominierend an der Platia Eleftherias. Das Gebäude wurde in den 1930er Jahren von der italienischen Besatzungsmacht nach einem Entwurf des Architekten Armando Bernabiti errichtet und beherbergte die faschistische Partei.
Vom Balkon dieses Gebäudes wurde am 7. Mai 1948 die Rückkehr der Dodekanes-Inseln zu Griechenland verkündet. An der Ostseite des Balkons des Turmes befindet sich eine Inschrift in griechischer Sprache zur Erinnerung an dieses Ereignis.

## Gebäude
Das an der Platia Eleftherias befindliche und diesen Platz wesentlich bis heute dominierende Haus der Faschisten (italienisch Casa del Fascio) wurde während der italienischen Besetzung der Inseln erbaut. Der Stil findet sich auch beim Archäologischen Museum und etwas weniger bei der Markthalle an diesem Platz wieder, wie auch beim Bürgerhaus an der Platia Agias Paraskevis oder beim Gouverneurspalast von Kos am Hafen von Kos. Ähnlich auch beim Historischen Verwaltungszentrum Linopoti in Linopotis. Der Stil dieser Gebäude ist bezeichnend für den Architekturstil der Zeit von 1923 bis 1943 der italienischen Besetzung der Dodekanes-Inseln. Es wurde der Stil der Architektur nach den Vorstellungen der neuen Machthaber angepasst und von „orientalischen Einflüssen“ gereinigt und in Anlehnung an das Römische Reich in Verbindung mit faschistischen „Idealen“ ausgeführt.
Das Gebäude befindet sich etwa 10 Meter über dem Meeresspiegel, es ist etwa 30 Meter lang und 17 Meter breit. Im Gebäude befindet sich heute noch ein Kino (Orfeas bzw. Orpheas genannt) und Restaurants.

## Inschrift

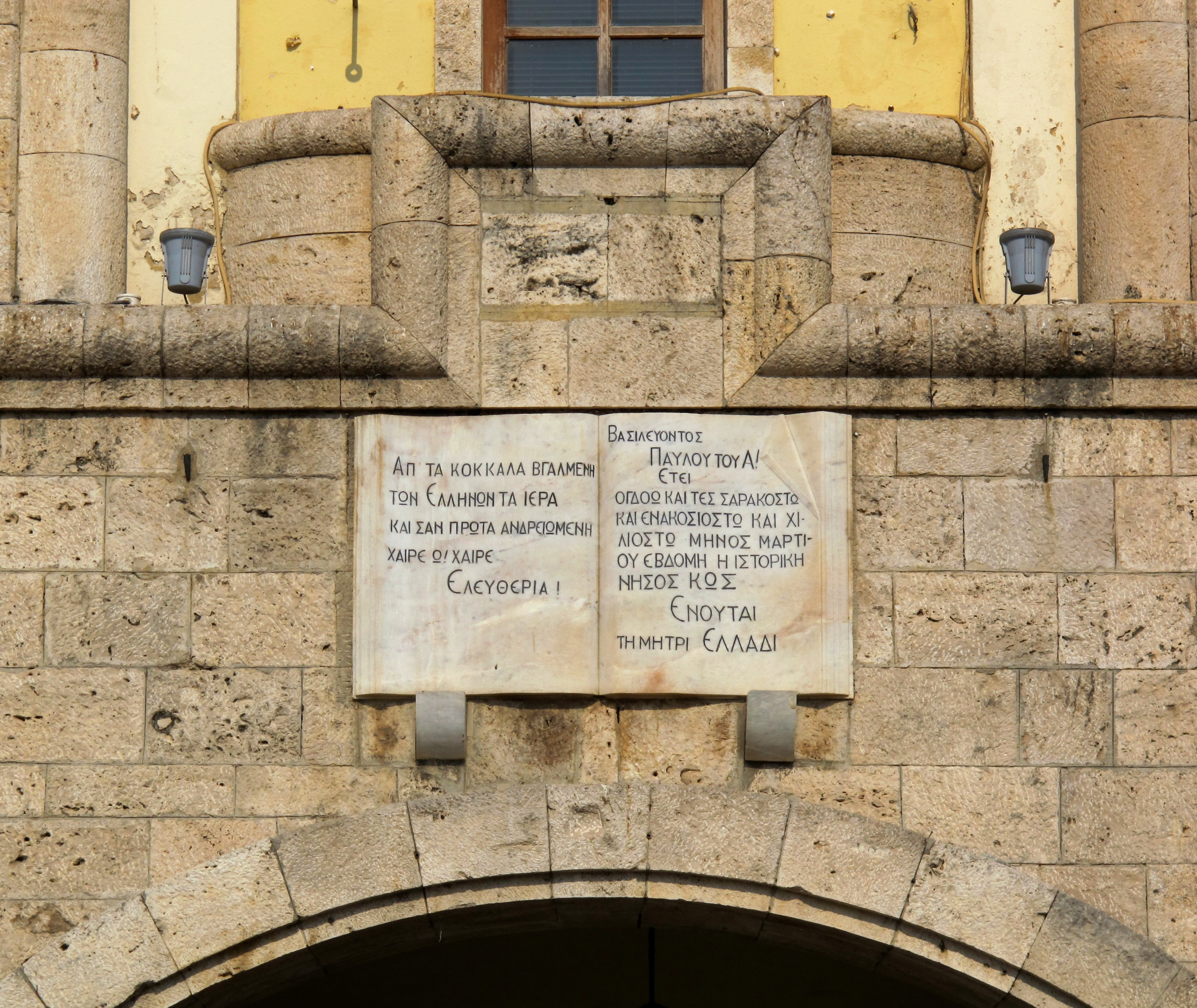
Erinnerungsinschrift anlässlich des Anschlusses der Insel Kos am 7. Mai 1948 an Griechenland

Auf der linken Seite der Inschrift steht ein Auszug aus dem Text der griechischen Nationalhymne:
Απ τα κόκκαλα βγαλμένη

των Ελλήνων τα ιερά,

και σαν πρώτα ανδρειωμένη,

χαίρε, ω! χαίρε,

Ελευθεριά!

Den Knochen entsprossen

der Griechen, den heiligen (sc. Knochen),

und, wie früher, tapfer,

sei gegrüßt, o sei gegrüßt

Freiheit!